# Robert Raikes (1736-1811)
Robert Raikes (" le Jeune ") (14 septembre 1736 - 5 avril 1811) est un philanthrope anglais et un laïc anglican. Il fait ses études à la Crypt School Gloucester. Il est connu pour sa promotion des écoles du dimanche.

## Famille
Raikes est né à Ladybellegate House, Gloucester, en 1736, l'aîné des enfants de Mary Drew et Robert Raikes, un éditeur de journaux. Il est baptisé le 24 septembre 1736 à l'église St Mary de Crypt à Gloucester. Le 23 décembre 1767, il épouse Anne Trigge, avec qui il a trois fils et sept filles : leur fils aîné, le révérend Robert Napier Raikes, est le père du général Robert Napier Raikes de l'armée indienne, tandis qu'un autre fils, William Henley Raikes, est colonel dans les Coldstream Guards et combat pour les Britanniques dans les guerres napoléoniennes. L'arrière-petite-fille de Raikes, Caroline Alice Roberts (1848–1920), est une écrivaine de fiction qui épouse le compositeur Sir Edward Elgar.

## Écoles du dimanche
Robert est un pionnier du mouvement de l'école du dimanche, bien qu'il n'ait pas lancé la première école du dimanche. Certaines existaient déjà comme celle fondé par Hannah Ball à High Wycombe, ou celle fondée en 1751 à St. Mary's Church, Nottingham qui est le premier cas connu documenté.
Il hérite d'une entreprise d'édition de son père, devenant propriétaire du Gloucester Journal en 1757. Il déplace l'entreprise dans la maison de Robert Raikes en 1758. Le mouvement commence avec une école pour garçons dans les bidonvilles. Raikes s'intéresse à la réforme des prisons, en particulier aux conditions dans la prison de Gloucester et a compris qu'il vaut mieux prévenir que guérir le vice. Il considère la scolarisation comme la meilleure intervention. Le meilleur moment disponible est le dimanche car les garçons travaillent souvent dans les usines les six autres jours. Les meilleurs enseignants disponibles sont des laïcs. Le manuel est la Bible, et le programme prévu à l'origine commence par l'apprentissage de la lecture, puis progresse vers le catéchisme,.

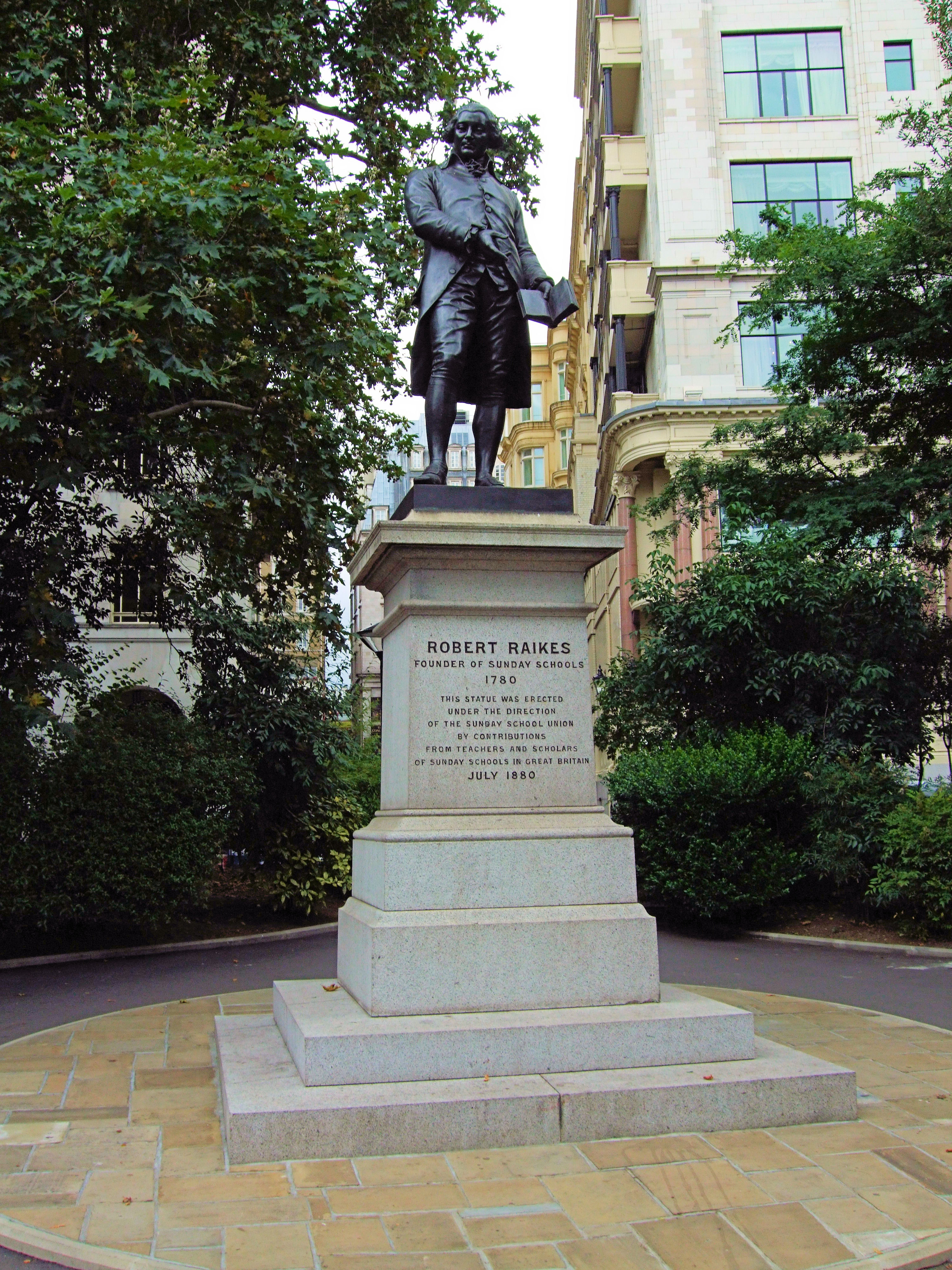
Statue de Robert Raikes, Victoria Embankment Gardens SW1 - Londres

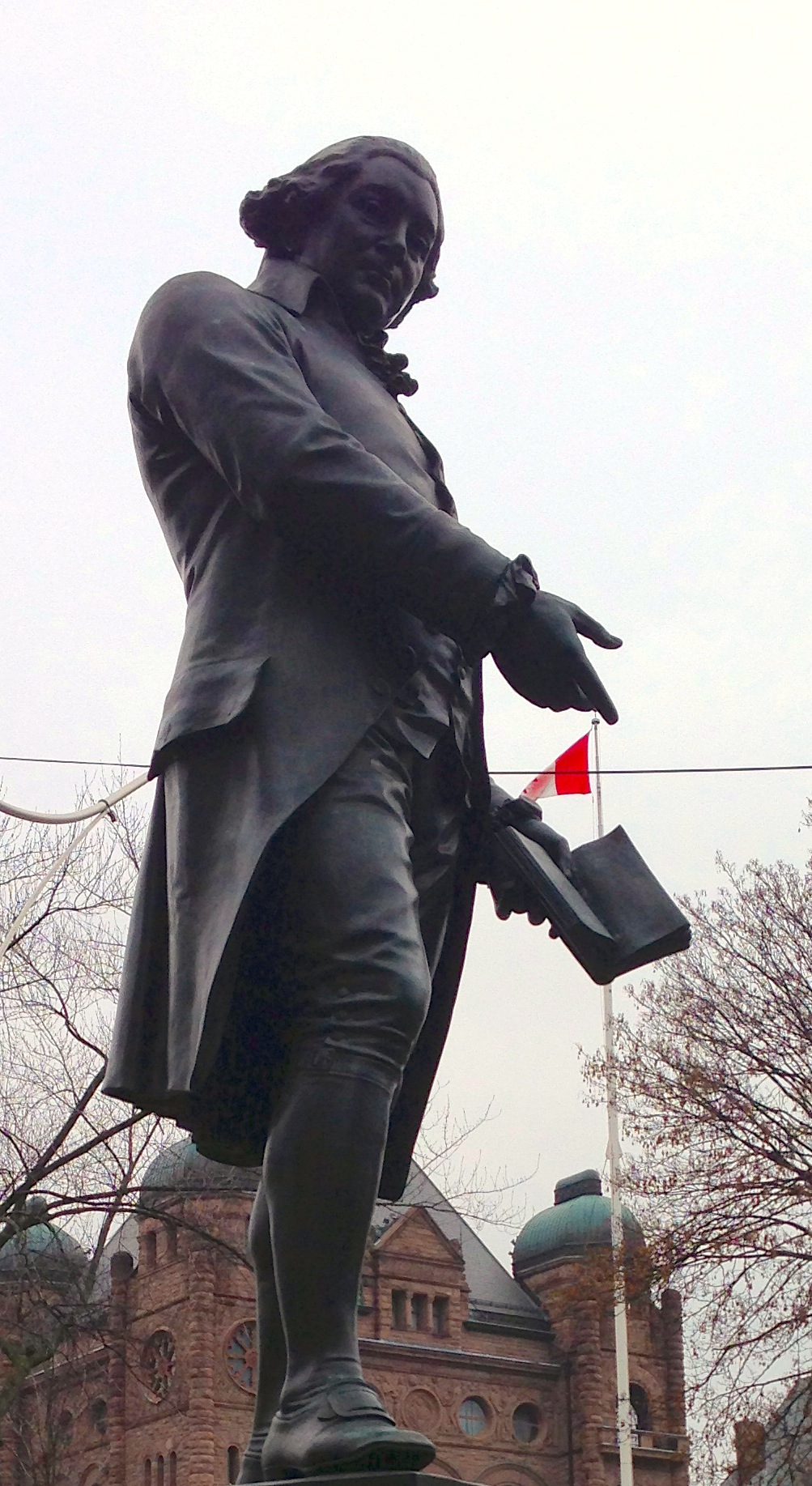
Statue de Robert Raikes à côté de Queen's Park, Toronto, ON, Canada

Raikes utilise le journal pour faire connaître les écoles et supporte la plupart des coûts dans les premières années. Le mouvement commence en juillet 1780 dans la maison d'une certaine Mme Meredith. Seuls les garçons sont présents et elle entend les leçons des garçons plus âgés qui entraînent les plus jeunes. Plus tard, les filles participent également. En deux ans, plusieurs écoles ouvrent dans et autour de Gloucester. Il publie le 3 novembre 1783 un compte rendu des écoles du dimanche dans son journal, et plus tard la nouvelle de l'ouvrage se répand dans le Gentleman's Magazine et, en 1784, une lettre au Arminian Magazine.
L'horaire original des écoles, tel qu'écrit par Raikes était "Les enfants devaient venir après dix heures du matin et rester jusqu'à midi; ils devaient ensuite rentrer chez eux et revenir à une heure; et après avoir lu une leçon, ils devaient être conduite à l'église. Après l'église, ils devaient être employés à répéter le catéchisme jusqu'à cinq heures passées, puis renvoyés, avec l'injonction de rentrer chez eux sans faire de bruit.".
Il y a des disputes au sujet du mouvement dans les premières années. Les écoles sont appelées par dérision "Raikes 'Ragged School" . Les critiques estiment que cela affaiblirait l'éducation religieuse à domicile, que cela pourrait être une profanation du sabbat et que les chrétiens ne devraient pas être employés le jour du sabbat. Certains ecclésiastiques de premier plan - parmi lesquels l'évêque Samuel Horsley - s'y opposent au motif qu'elles pourraient être utilisées à des fins de propagande politique. Les «conflits sabbatiques» des années 1790 conduisent de nombreuses écoles du dimanche à cesser leur enseignement de l'écriture. Malgré tout cela, Adam Smith donne au mouvement son éloge le plus fort: "Aucun plan n'a promis d'effectuer un changement de mœurs avec une égale facilité et simplicité depuis l'époque des Apôtres."
Malgré la controverse, les écoles du dimanche se développent à un rythme phénoménal. En 1788, il y a 300 000 enfants attachés aux écoles du dimanche locales. En 1831, les écoles du dimanche en Grande-Bretagne enseignent chaque semaine à 1 250 000 enfants, soit environ 25 % de la population. En 1910, il y a plus de 5 500 000 d'enfants dans les écoles du dimanche à travers le Royaume-Uni. Comme ces écoles ont précédé le premier financement public des écoles grand public, elles sont considérées comme les précurseurs du système scolaire anglais actuel.

## Sources
- Anita McConnell, 'Raikes, Robert (1736–1811)' dans ODNB, OUP, 2004
- Alfred Gregory, Robert Raikes, Journalist and Philanthropist, A history of the origin of Sunday Schools publiée par Hodder et Stoughton, années 1800 mais sans date.
- JM Harris, Robert Raikes, the man and his works.
- Frank Booth, Robert Raikes of Gloucester publié en 1980.